# Фердинанд I (король Неаполя)
Фердинанд (Ферранте) I (ісп. Ferdinand I; 2 червня 1423 — 25 січня 1494) — король Неаполя і титулярний король Єрусалиму у 1458—1494 роках.

## Біографія

### Молоді роки
Походив з династії Трастамара. Позашлюбний син Альфонсо V, короля Арагону, Сицилії, Майорки, Сардинії та Неаполя (для останнього як Альфонсо I), і Джіралдони Карліно. У 1438 році разом з батьком перебирається до Неаполя. У 1439 році призначається генерал-лейтенантом королівства. У 1440 році папа римський Євгеній IV визнав Фердинанда законним сином короля Альфонсо. У 1441 році на зборах баронів у Беневенто Фердинанда було визнано спадкоємцем трону.
У 1443 році отримав титул герцога Калабрійського, також оголошено спадкоємцем Неаполітанського королівства, що було підтверджено папою римським. У 1444 році оженився на доньці графа Капертіна, яка була також родичкою могутніх родів Бо, Брієнн і Орсіні.

### Володарювання

#### Боротьба з Жаном Анжу
Після смерті у 1458 році його батька як спадщину отримав Неаполітанське королівство. Проте частина місцевої знаті не визнала цього рішення. Також проти спадкування родом Трастамара трону Неаполя виступив папа римський Каллікст III. Останній намагався як сюзерен конфіскувати королівство (за однією з версій мав намір передати його своїм родичам).
Новий папа римський Пій II визнав Фердинанда I королем Неаполя. Втім найвпливовіша знать продовжувала виступати проти нового короля. До того ж Фердинанд I, людина жадібна, підступна, жорстока і розпусна, не міг привернути до себе любов підданих. Повстання на чолі із Джованні Антоніо Орсіні, князя Таранто, вибухнуло у 1459 році. Незадоволені звернулися за допомогою до одвічних ворогів неаполітанських королів — герцогів Анжуйських — і запропонували корону герцогу Жану, синові Рене Анжуйського.
Жан Анжуйський зміг привести з собою дуже мало війська разом з потужним генуезьким флотом. Разом з тим його підтримали наймогутніші барони королівства. Влітку 1460 року Жан Анжуйський завдав Фердинанду I важкої поразки у битві під Сарно. Союзні Неаполю війська, спрямовані папою римським і герцогом Міланським — Федеріко да Монтефельтро, графом Урбіно, і Алессандро Сфорца, але зазнали поразки у битві при Сан-Фабріано військами Якопо Піччініно, кондотьєра Жана Анжуйського. Після цього король виявився у складному становищі — без грошей і війська.
Ситуацію врятувала його дружина Ізабелла. Ця енергійна жінка обійшла з благанням про допомогу все багаті будинки Неаполя і зібрала для чоловіка значну суму грошей. Потім, переодягнувшись французьким ченцем, Ізабелла пробралася у табір Жана і схилила до таємної зради свого дядька, князя Тарентського. Князь став затягувати війну і замість того, щоб йти прямо на Неаполь, зайнявся облогою другорядних фортець. Тим часом папа римський Пій II зібрав для Фердинанда I багато грошей і дав йому в допомогу відомого албанського полководця князя Скандербега.
Все це дозволило королю швидко виправити становище. Діючи силою і підкупом, він став тіснити французів. У серпні 1462 року вони були розбиті в битві при Троє. У 1463 році після смерті Джованні Антоніо Орсіні через дружину отримав контроль на князівствами Таранчо і Лечче, а також став титулярним королем-консортом Єрусалимського королівства. Водночас став лицарем Ордену Підв'язки.
У 1464 році Фердинанд I відновив контроль над більшою частиною Неаполітанського королівства. Жан Анжу вимушений був відступити до Франції. У 1465 році неаполітанський флот при підтримці арагонських галер, надісланих Хуаном II, королем Арагону, завдали у битві при острові Іскія рішучої поразки генуезькому флоту, союзнику Жана Анжу. Для зміцнення свого становища уклав шлюб своєї доньки Джованни з небожем Сикста IV — Леонардо делла Ровере, а сина Альфонсо оженив на Іполіті Марії, доньці герцога Франческо Сфорца. Того ж року померла перша дружина Фердинанда I.

#### Війни в Італії
Після перемоги над Жаном Анжу Фердинанд I спокійно володарював у своєму королівстві. Він був покровителем ремесел і торгівлі, завдяки чому країна при ньому процвітала. Подібно до батька він мав блискучий двір, при якому було багато вчених і художників. Але при всьому цьому король Неаполя залишався за природою жорстоким тираном і зганьбив своє королювання багатьма стратами і злочинницькими вбивствами своїх супротивників.
У 1471 році уклав союз з Карлом Сміливим, герцогом Бургундії, намагаючись укласти шлюб доньки останнього із сином Фредеріком, але марно. Того ж року заснував Орден Горностаю. У 1474 році став лицарем Ордену Золотого Руна. У 1476 році пошлюбив двоюрідну сестру, доньку арагонського короля.
У 1478 році вступив в союз з папою римським Сикстом IV проти Флорентійської республіки на чолі із Лоренцо Медичі. Після тривалої боротьби Медичі, що перебував в скрутному становищі, морем прибув до Неаполя, де переконав Фердинанда I укласти почесний мир. При цьому отримав від Флоренції велику купу грошей, зберігши контроль над Сієною та значною частиною Тоскани.
У 1480 році у зв'язку із захопленням османськими військами міста Отранто, король відкликав свої війська з Тоскани. Скориставшись смертю султана Мехмеда II, неаполітанські війська у 1481 році відновили контроль над Отранто.
У 1482 році в союз з Флорентійською республікою та Міланським герцогством виступив проти Венеційської республіки та папи Сикста IV. Намагаючись взяти під контроль Рим підтримав рід Колонна, давніх ворогів папи. У 1484 році вступив у конфлікт з Людовіко Сфорца, герцогом Міланським.
У 1485 році почалося повстання частини місцевої знаті на чолі із Франческо Коппола і Антонелло Сансеверіно, яких підтримав папа римський Інокентій VIII. Син Ферранте,  герцог Калабрийський Альфонсо, рушив в папську область і три місяці тиснув там Інокентія VIII. Зрештою у серпні 1486 року за посередництва арагонського короля було укладено мир. Фердинанд I обіцяв забути свої образи, але не виконав обіцянки. Деякий час по тому він заманив всіх заколотників на весілля своєї небоги у Кастель Нуово і наказав схопити їх як зрадників. Перші вельможі королівства: граф Сарно, герцог Мелфі, герцог Нардо, граф Морконе і багато інших, були страчені. Їх близьких кинули до в'язниці, а маєтки конфіскували. Ця зрадлива розправа доставила, втім, дуже погану славу неаполітанському королівському дому. Папа римський відлучив Фердинанда I від церкви і оголосив його позбавленим престолу. У війні проти папського престолу Неаполітанського короля підтримала Флоренція.
Зрештою у 1486 році укладено мирний договір між ворогами, яким було забезпечено тривалий мир в Італії. Це сприяло економічному та культурному піднесенню усіх італійських міст й держав.
У 1491 році короля Неаполя відвідала велика група прочан на чолі з Вільгельмом I, ландграфом Гессенським. У 1493 році внаслідок інтриг Людовіка Сфорца, Карл VIII Валуа, король Франції, став готуватися до вторгнення до Італії. Спроба Фердинанда I створити загальноіталійський союз проти зовнішнього ворога виявилася невдалою. У розпал підготовки до захисту своїх земель Фердинанд I помер 25 січня 1494 року. Владу успадкував його син Альфонсо.

## Родина
1. Дружина — Ізабелла, донька Тристана де Клермона, графа Копертіно.
Діти:
- Альфонсо (1448—1495), король у 1494—1495 роках
- Елеонора (1450—1493), дружина Ерколе I д'Есте, герцога Феррари
- Фредерік (1452—1504), король у 1496—1501 роках
- Джованні (1456—1485), архієпископ Таранто, кардинал
- Беатріс (1457—1508), дружина Маттіаса Корвіна, короля Угорщини, потім Владислава II Ягелончика
- Франческо (1461—1486), герцог Сан-Анджело

2. Дружина — Хуана, дочка Хуана II, короля Арагону.
Діти:
- Хуана (1478—1518), дружина Фердинанда II, короля Неаполя
- Карл (1480—1486)

Коханка — Діана Гвардано.
Діти:
- Фердинанд (1492—1542), 1-й герцог Монтальто
- Марія (д/н), дружина Антоніо Пікколоміні, герцога Мальфі
- Джованна (1455—1501), дружина Леонардо делла Ровере, герцога Акре і Сора

Коханка — Евлалі Равінано.
Діти:
- Марія Цецилія (1473—1513), дружина Джан Джіордано Орсіні

Коханка — Джованна Караччіола.
Діти:
- Фердинанд (д/н—1549), граф Арсена
- Арріго (1451—1478), маркіз Гераче
- Чезаре (д/н), маркіз Санта-Агата
- Леонора (д\н)
- Альфонсо (1460—1510), єпископ К'єті, князь Галілеї

Коханка — ім'я невідоме.
Діти:
- Лукреція (д/н), дружина Онорато III Гаетані д'Аквіли, герцога Траетто і князя Альтамура